# KELT-2
KELT-2 eller HD 42176, är en dubbelstjärna i södra delen av stjärnbilden Kusken. Den har en skenbar magnitud av ca 8,68 och kräver åtminstone en stark handkikare eller ett mindre teleskop för att kunna observeras. Baserat på parallax enligt Gaia Data Release 3 på ca 7,4 mas, beräknas den befinna sig på ett avstånd på ca 439 ljusår (ca 135 parsek) från solen. Den rör sig närmare solen med en heliocentrisk radialhastighet på ca -47 km/s.

## Egenskaper
Primärstjärnan KELT-2A är en gul till vit stjärna i huvudserien av spektralklass F7 V. Den har en massa som är ca 1,3 solmassa, en radie som är ca 1,8 solradie och har ca 3,6 gånger solens utstrålning av energi från dess fotosfär vid en effektiv temperatur av ca 6 100 K.
KELT-2A är den ljusstarkaste stjärnan i dubbelstjärnan KELT-2. Stjärnan KELT-2B med gemensam egenrörelse är en tidig stjärna av spektraltyp K ligger separerad med cirka 295 AE, som upptäcktes samtidigt med exoplaneten KELT-2Ab.

## Planetsystem
En exoplanet i omlopp kring stjärnan är KELT-2Ab.
| Planet | Massa            | Halv storaxel (AE) | Siderisk omloppstid (d) | Excentricitet | Inklination | Radie            |
| ------ | ---------------- | ------------------ | ----------------------- | ------------- | ----------- | ---------------- |
| b      | 1,524 ± 0,088 MJ | 0,05504 ± 0,00086  | 4,113789 ± 0,000009     | 0             | -           | 1,290 ± 0,057 RJ |